# Qi (État)
Pour les articles homonymes, voir Qi.
XIe siècle av. J.-C. – 221 av. J.-C.
Entités précédentes :
- Dynastie Zhou

Entités suivantes :
- Qin

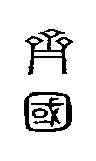
État du Qi (calligraphie chinoise ancienne, 220 av. J.-C.)

Qi (chinois traditionnel 齊; chinois simplifié 齐; pinyin qí) était un État relativement puissant des périodes des Printemps et Automnes et des Royaumes combattants.

## Histoire

### Fondation
Qi est fondé vers 1046 av. J.-C., peu de temps après l’avènement de la dynastie Zhou. Sa capitale était Linzi, qui correspond aujourd'hui à la ville de Zibo au Shandong. Le premier duc est Jiang Shang.
En 384 av. J.-C., un coup d’État de la famille Tian met fin au règne de plusieurs siècles de la famille Jiang. Sa capacité à venir à bout d’ennemis de taille plus importante, comme le Chu et le Qin en fait une force avec laquelle il faut composer.

### Apogée
Le roi Wei (356-320 av. J.-C.) lance un programme de réformes pour renforcer le royaume. Plusieurs mesures sont adoptées pendant son règne pour encourager l’agriculture et le défrichement de nouvelles terres. Des récompenses sont prévues, d’autre part, pour quiconque est capable d’adresser au prince des remontrances. L’antique coutume de la remontrance, jusqu’alors un devoir des conseillers nobles, est ainsi étendue à l’ensemble de la population.
Qi affronte victorieusement l’État de Wei à la bataille de Guiling vers 353 av. J.-C. et à la bataille de Maling en 342 av. J.-C., et devient pour un temps la puissance hégémonique en Chine. Vers 350 av. J.-C., le royaume reconstruit et prolonge la muraille défensive construite au Ve siècle av. J.-C. Linzi, capitale des Qi, aurait atteint 350 000 habitants. La ville s’est enrichie par le commerce du bronze, des tissus, du sel et du poisson. La présence d’une classe urbaine d’artisans libres, de petits marchands et d’artistes est bien attestée. Les métiers sont regroupés par quartiers.
Sous le règne du roi Xuan (319-301 av. J.-C.), Linzi accueille un millier de lettrés. La célèbre Académie Jixia, où s’affrontent moralistes et théoriciens de la politique, est de la fin du IVe siècle av. J.-C. à 221 av. J.-C. le principal centre intellectuel de la période des Royaumes combattants.

### Décadence
En 288 av. J.-C., Min Wang est déclaré Empereur de l’Est, tandis que le dirigeant de Qin est considéré comme l’Empereur de l’Ouest. L'année suivante, le roi Min décida d'un commun accord avec le roi de Qin, d'abandonner le titre d'Empereur, puisque tous les autres États s'en étaient fortement offusqués. Puis en 286 av. J.-C., Qi se coalisa avec Chu et Wei pour envahir et annexer le pays de Song. Mais le pays de Song était un État allié à Qin et le roi de Qin se mit très en colère. Deux ans plus tard, la rumeur circula que le roi Min de Qi, voulait remplacer la maison royale des Zhou comme Fils du Ciel. Le roi de Qin s'enragea et organisa une coalition pour détruire Qi, qui comprenait; Zhao, Yan, Han, Wei et Chu. L'armée de Qi fut totalement détruite. Le roi Min s'enfuit à Wei, mais dut à nouveau s'enfuir, cette fois à Zou, son arrogance l'ayant isolé. L'armée de Yan eut même l'occasion d'assiéger Linzi. Finalement, le roi Min est assassiné par un général de Chu, Nao Chi.

### La reddition
Qi se rend sans résistance en 221 av. J.-C. à Qin. Qi était épuisé. Sa reddition achève l’unification complète de la Chine.

### Souverains de Qi

#### Clan Jiang
1. Jiang Ziya (姜子牙), régna de 860 av. J.-C. à 858 av. J.-C.
2. Duc Ding (en) (齊丁公), son fils
3. Duc Yi (en) (齊乙公), son fils
4. Duc Gui (en) (齊癸公), son fils
5. Duc Ai (en) (齊哀公), son fils
6. Duc Hu (en) (齊胡公), son frère
7. Duc Xian (en) (齊獻公), son frère, régna de vers 859 av. J.-C. à 851 av. J.-C.
8. Duc Wu (en) (齊武公), son fils, régna de 850 av. J.-C. à 825 av. J.-C.
9. Duc Li (en) (齊厲公), son fils, régna de 824 av. J.-C. à 816 av. J.-C.
10. Duc Wen (en) (齊文公), son fils, régna de 815 av. J.-C. à 804 av. J.-C.
11. Duc Cheng (en) (齊成公), son fils, régna de 804 av. J.-C. à 795 av. J.-C.
12. Duc Zhuang Ier (en) (齊前莊公), son fils, régna de 794 av. J.-C. à 731 av. J.-C.
13. Duc Xi (en) (齊僖公), son fils, régna de 730 av. J.-C. à 698 av. J.-C.
14. Duc Xiang (en) (齊襄公), son fils, régna de 697 av. J.-C. à 686 av. J.-C.
15. Wuzhi (en) (無知), son cousin, régna en 685 av. J.-C.
16. Duc Huan (齊桓公), frère cadet du duc Xiang, régna de 685 av. J.-C. à 643 av. J.-C.
17. Wukui (en) (無虧), son fils, régna en 642 av. J.-C.
18. Duc Xiao (en) (齊孝公), son frère, régna de 642 av. J.-C. à 633 av. J.-C.
19. Duc Zhao (en) (齊昭公), son frère, régna de 632 av. J.-C. à 613 av. J.-C.
20. She (en) (舍), son fils, régna en 613 av. J.-C.
21. Duc Yì (en) (齊懿公), son oncle, régna de 612 av. J.-C. à 609 av. J.-C.
22. Duc Hui (en) (齊惠公), son frère, régna de 608 v. J.-C. à 599 av. J.-C.
23. Duc Qing (en) (齊頃公), son fils, régna de 598 v. J.-C. à 582 av. J.-C.
24. Duc Ling (en) (齊頃公), son fils, régna de 581 v. J.-C. à 554 av. J.-C.
25. Duc Zhuang II (en) (齊後莊公), son fils, régna de 553 av. J.-C. à 548 av. J.-C.
26. Duc Jing (en) (齊景公), son fils, régna de 547 av. J.-C. à 490 av. J.-C.
27. Duc Dao (en) (齊悼公), son frère, régna de 488 v. J.-C. à 485 av. J.-C.
28. Duc Jian (en) (齊簡公), son fils, régna de 484 v. J.-C. à 481 av. J.-C.
29. Duc Ping (en) (齊平公), son frère, régna de 480 v. J.-C. à 456 av. J.-C.
30. Duc Xuan (en) (齊宣公), son fils, régna de 455 v. J.-C. à 405 av. J.-C.
31. Duc Kang (en) (齊宣公), son fils, régna de 404 v. J.-C. à 386 av. J.-C.

#### Clan Tian
1. Duc Tai (en) (田齊太公), renverse Kang en 386 v. J.-C., régna de 386 v. J.-C. à 384 av. J.-C.
2. Yan (en) (田侯剡), son fils, régna de 383 v. J.-C. à 375 av. J.-C.
3. Duc Huan (en) (田齊桓公), son frère, régna de 374 v. J.-C. à 357 av. J.-C.
4. Roi Wei (en) (齊威王), son fils, régna de 356 v. J.-C. à 320 av. J.-C.
5. Roi Xuan (en) (齊宣王), son fils, régna de 319 v. J.-C. à 301 av. J.-C.
6. Roi Min (en) (齊湣王), son fils, régna de 300 v. J.-C. à 284 av. J.-C.
7. Roi Xiang (en) (齊襄王), son fils, régna de 283 v. J.-C. à 265 av. J.-C.
8. Roi Jian (en) (齊王建), son fils, régna de 264 v. J.-C. à 221 av. J.-C.